# Aurthohin
Aurthohin – zespół heavymetalowy uformowany w Bangladeszu w miejscowości Dhaka, w 1999 roku. 

## Skład
- Sumon – wokal, gitara basowa
- Rafa – wokal, gitara
- Kamal – gitara
- Shishir – gitara
- Shuvo – perkusja

### Poprzedni członkowie
- Tonmoy – gitara
- Zubair – flet
- Sentu – gitara basowa
- Adnan – perkusja
- Titi – perkusja
- Piklu – gitara

## Dyskografia
- 2000: Trimatrik
- 2001: Biborton
- 2002: Notun Diner Michhile
- 2003: Dhrubok